# 桓沖
桓沖（328年—384年4月4日），字幼子，小字買德郎，譙國龍亢（今安徽懷遠）人。東晉宣城內史桓彝之子，大司馬桓溫弟，東晉著名將領、軍事家。桓沖忠於晉室，雖桓氏與以謝安為首的陳郡謝氏有所衝突，但仍以國家為首，犧牲宗族利益，將原本桓溫時取得的揚州刺史職位讓了給謝安，反倒自願出鎮外地。後又與謝氏於東西兩邊協力防禦前秦的進攻，助東晉於淝水之戰中獲勝，但於戰後翌年病逝。桓沖在東晉官至車騎將軍，故被稱為桓車騎。後桓玄稱帝，追贈太傅、宣城王。

## 生平

### 隨兄北伐
桓沖初任鷹揚將軍、鎮蠻護軍、西陽太守。永和十年（354年），桓沖跟隨桓溫北伐前秦，更在白鹿原擊敗苻雄。戰後因功遷都督南陽、襄陽、新野、義陽、順陽、雍州之京兆及揚州之義成七郡軍事、寧朔將軍、義成新野二郡太守，鎮襄陽。永和十二年（356年），桓沖再隨桓溫北伐，最終姚襄兵敗逃走，據有洛陽的周成投降，收復洛陽。桓沖因功進號征虜將軍，於升平四年（360年）賜爵豐城公。

### 出刺江州
不久，桓沖遷振威將軍、江州刺史、領鎮蠻護軍、西陽、譙二郡太守。然而在興寧元年（363年），原本在桓溫北伐時投降的姚襄舊將張駿趁桓沖在江陵而未到江州上任，率眾殺害江州督護趙毗，更搶掠焚毀武昌的官庫，然後北歸。桓沖則派將領討平張駿，並到江州上任。興寧三年（365年），桓溫於上一年遷揚州刺史、錄尚書事，當年內鎮至姑孰，桓沖則進監江州、荊州之江夏和隨郡、豫州之汝南西陽新蔡潁川三州六郡諸軍事、南中郎將、江州刺史、假節，其餘如故。與兄長桓豁分掌江荊二州。

### 接任兄位
在桓溫諸弟中，就以桓沖最淵博，有軍事才幹，於是很受桓溫器重。又因桓溫世子桓熙才能薄弱，於是在寧康元年（373年）桓溫病重時就以桓沖統領他的部眾。然而在此時卻令桓熙不滿，更與弟弟桓濟和因被桓溫免官而怨恨桓溫的叔父桓祕合謀殺死桓沖。桓沖暗中知道他們的圖謀，於是不敢去探病。桓溫當年去世後，桓沖派人收捕桓熙和桓濟然後才去桓溫的喪禮，後桓祕被廢棄不用而桓熙和桓濟就被流放到長沙。
桓沖隨後就遷中軍將軍、都督揚豫江三州諸軍事、揚豫二州刺史，假節鎮姑孰。桓溫有不臣之跡，而且昔日桓溫連處以死刑之事都由自己專任；但桓沖接替他後卻盡忠於王室，不但將處死之事都先上報朝廷，連當時有人勸桓沖誅除時望，以專掌權力都被桓沖拒絕。寧康三年（375年），當時尚書僕射謝安輔政，聲望極重，群情所歸，桓沖自以氣量和涵養都不及謝安，而且自己是將領，軍事才能不見用於宰相職，於是打算解任揚州刺史並讓給謝安，自求出鎮。這個決定被當時桓氏黨眾所反對，郗超亦大力勸阻，但桓沖心意已決，完全沒有為放棄揚州刺史這個掌握京畿，權位極重的職位感到可惜，只盡心匡國。當年就改都督徐豫兗青揚五州諸軍事、徐州刺史，以北中郎府并入中軍將軍府，出鎮京口。
太元元年（376年），因謝安打算以外戚王蘊出鎮，於是讓桓沖解任徐州刺史，遷為車騎將軍、都督豫州之歷陽淮南廬江安豐襄城及江州之尋陽二州六郡諸軍事，改鎮姑孰。
同年前秦攻伐前涼，桓沖與兄長征西大將軍桓豁合作，派了豫州刺史桓伊進軍壽陽，淮南太守劉波率水軍進兵淮、泗一帶，與桓豁所命進攻沔、漢一帶的軍隊共同侵擾前秦以減輕前涼的壓力。及後收到前涼覆亡的消息就罷軍。

### 駐鎮荊州
太元二年（377年），桓豁去世，桓沖遷都督江荊梁益寧交廣七州揚州之義成雍州之京兆司州之河東諸軍事、領南蠻校尉、荊州刺史，持節鎮江陵，餘如故。桓沖出發時得晉孝武帝在西堂餞行，謝安更送行至溧洲。
桓沖到荊州後，以當時前秦強盛，於是意欲移鎮加強防守，於是上請從江北的江陵改鎮江南的上明。當時荊州因水旱而發生饑荒，朝廷更每年運三十萬斛米糧支援桓沖軍糧開支。太元三年（378年），苻堅派大軍南侵，魯陽、南鄉、南陽等地都淪陷，分攻兩地的石越和姚萇及慕容垂更與苻丕及苟萇和慕容暐會合聯攻梁州刺史朱序所駐的襄陽。當時桓沖雖然在上明擁兵七萬，但因畏懼秦軍而不敢進攻，所派的劉波亦因畏懼而不敢前進，最終朱序兵敗被擒，襄陽失陷。桓沖在戰後引咎上疏請求解職，但不被允許，後更派左衞將軍張玄之去桓沖處諮謀軍事。
太元六年（381年），秦將閻震和吳仲率兵南侵竟陵，桓沖派桓石虔抵抗，大敗閻震等並逼令他退守管城，桓石虔繼續進攻，成功攻下管城並俘獲閻震等二十九人。次年桓沖又派揚威將軍朱綽進攻襄陽，焚毀前秦在沔北的屯田及掠六百多戶南歸。然而，在此時前秦天王苻堅已決意消滅東晉，並已在益州命裴元略及王撫造船預備南侵，又作出多次將領調動，為滅晉做準備。

### 淝水之戰
太元八年（383年）五月，在前秦南侵前夕，桓沖自上明率十萬兵北伐前秦，進攻襄陽，又派劉波、桓石虔等進攻沔北諸城，命輔國將軍楊亮進攻蜀地，攻下五城後再繼續進攻涪城，武當亦被鷹揚將軍郭銓攻下，別將又繼而攻下萬歲和築陽兩城。苻堅於是派征南將軍苻叡和慕容垂救援襄陽，當時慕容垂為前鋒，進兵至沔水，更命將士每人手持十把火炬夜行，偽裝成兵力極大的樣子。桓沖中計畏懼秦軍兵多，又因軍有疾疫，於是撤還上明，楊亮亦因前秦援兵入蜀而撤軍，桓石虔及郭銓在武當擊敗來援的張崇後亦擄二千戶人南歸。戰後桓沖向朝廷推薦桓石民，表他為襄城太守並守夏口；同時亦上請讓王薈任江州刺史，但因王薈以兄長王劭去世為由辭任，桓沖不滿謝安改以謝輶上任，於是自請任江州刺史。
八月，前秦正式派兵大舉南侵東晉，苻堅以苻融率慕容垂等人以步騎二十五萬作前鋒，然而因防桓沖的荊州兵，於是主攻壽陽，另以姚萇督益梁二州諸軍事，更授以自己殺苻生登位時所任的龍驤將軍，寄予厚望，要讓他領益州新建水軍牽制桓沖；另又以慕容垂等人別攻荊州江夏附近的鄖城。當時桓沖見前秦傾力南侵，於是派三千精兵入赴建康，以求保全首都，然而謝安認為即使多三千人也是少於敵軍，反意圖示以悠閒從容，於是拒絕桓沖派兵入援，反要桓沖守著荊州。但當時桓沖對謝安派謝玄等人抵抗前秦的應對措施沒有期望，更向參佐指謝安「大敵垂至，方游談不暇」，又指謝安派遣的謝玄等人為「不經事少年」，認為此戰必敗，自己也將要受胡族統治。可是，同年謝玄就於淝水擊潰前秦大軍，當日在襄陽被俘的朱序在戰後亦重返東晉。桓沖自感失言之餘又因當日力圖鎮守捍衞國土卻令緊密合作的朱序被俘，至淝水之戰時朱序卻與謝玄等暗中合作，既擊敗前秦亦成功回國，更令桓沖慚愧不已。桓沖因而發病，於太元九年二月辛巳日（384年4月4日）逝世，享年五十七歲。朝廷追贈太尉，賜諡號為宣穆。
桓沖靈柩經過江陵時，男女老幼都江邊送別桓沖，都哭得十分傷心。

## 性格特徵
- 桓沖謙虛並且愛惜士人，曾經請處士鄧粲任其別駕，禮儀都做足準備，盡見對其的恭敬，鄧粲亦因而接受其任命。
- 桓彝死時，長子桓溫才不過十五歲，兄弟們也就很年幼。當時家貧，而母親又患病，需要吃羊治病。但由於當時家裏根本沒錢買羊，故此桓溫就以桓沖為抵押品去和羊主換羊。羊主卻向桓溫說不要桓沖做抵押品，卻想為桓家養育桓沖。後來，桓沖初任江州刺史時，一次外出狩獵遇上羊主，桓沖認出羊主並主動前往相認，更以豐厚的謝禮報答了當日送羊及養育之恩。

## 逸事
- 桓沖不喜歡穿新衣，但一次桓沖的妻子王女宗卻在桓沖沐浴後故意送上新衣。桓沖於是大怒，命人將新衣拿走，但妻子卻命人拿回來，說：「衣服不曾經過新的階段，又何來舊呀。」桓沖聽後大笑，於是穿上新衣。

## 子女
- 桓嗣，桓沖長子，嗣子，官至建威將軍、江州刺史。
- 桓謙，桓沖次子，封宜陽縣開國侯，東晉官至西中郎將、荊州刺史。後桓玄掌權，以他為侍中、衞將軍、開府、錄尚書事。桓玄篡位後領揚州刺史，封新安王。桓玄、桓振相繼敗死後投奔姚興，終被劉道規所殺。
- 桓脩，桓沖子，東晉官至征虜將軍、江州刺史。桓玄掌權後進撫軍將軍。桓玄篡位後任撫軍大將軍，封安成王。後被劉裕所殺。
- 桓崇，桓沖子。
- 桓弘，桓沖子。
- 桓羨，桓沖子。
- 桓怡，桓沖子。

## 延伸阅读
[在维基数据编辑]
 《晉書·卷074》，出自房玄齡《晉書》